# I Kaukaski Batalion Polowy Luftwaffe
I Kaukaski Batalion Polowy Luftwaffe (niem. I Kaukasische Luftwaffen-Feld Bataillon) – naziemny oddział wojskowy Luftwaffe złożony z sowieckich mieszkańców Kaukazu podczas II wojny światowej.
Batalion został sformowany w Piatigorsku w II poł. 1942 r. Na jego czele stanął kpt. Friedrich Baumhauer. Składał się z b. jeńców wojennych z Armii Czerwonej pochodzących z północnego Kaukazu. Liczył ok. 270 ludzi. Nosili oni mundury Luftwaffe z czerwonymi patkami na kołnierzu i tarczkami Legionu Północnokaukaskiego na ramieniu. Wszedł w skład 4 Floty Powietrznej gen. Wolframa Freiherr von Richthofena jako pomocniczy oddział naziemny. Do jego zadań należało ochranianie lotnisk, magazynów wojskowych, składów paliwa i innych instalacji militarnych Luftwaffe. Stacjonował w Jessentukach, Kisłowodsku, a następnie Krzywym Rogu na wschodniej Ukrainie. Pod koniec marca 1943 r. zgodnie z rozkazem dowództwa Grupy Armijnej "A" został przeniesiony do Bachczysaraju na Krymie, gdzie na pocz. kwietnia tego roku włączono go do Sonderverband Bergmann.